# Майдана, Маркос
Ма́ркос Рене́ Майда́на (исп. Marcos Rene Maidana; 17 июля 1983, Маргарита, Санта-Фе, Аргентина) — аргентинский боксёр-профессионал. Временный чемпион мира (по версии WBA, 2009—2010, 2011). Чемпион мира в первой полусредней весовой категории (по версии WBA, 2011—2012).

## Любительская карьера
Провёл длительную любительскую карьеру, дважды становился чемпионом Аргентины. На международных турнирах не достиг больших высот.

## Профессиональная карьера

### Первая полусредняя категория
7 февраля 2009 года состоялся бой за звание чемпиона мира в первой полусредней категории по версии WBA между Майданой и Андреем Котельником. После 12 раундов раздельным решением судей победу одержал Котельник. Несмотря на то, что Майдана доминировал на протяжении большей части боя судьи отдали победу Котельнику. Это решение вызвало много вопросов среди любителей бокса относительно его справедливости.
Первым боем Майданы в США стал поединок против Виктора Ортиса за звание временного чемпиона мира по версии WBA. Бой состоялся в Лос-Анджелесе 27 июня 2009 года. За первые два раунда Майдана три раза побывал в нокдауне, но смог восстановиться и выиграл бой. Ортис в первом и шестом раундах также побывал в нокдаунах, получил рассечение над правым глазом и в шестом раунде врач остановил поединок, Майдана победил техническим нокаутом.
После боя с Ортисом пошли слухи, что следующим противником Майданы станет Амир Хан. Но Хан предпочёл встретиться с Полом Малиньяджи в своём первом бою на территории США. Майдана одержал победы нокаутом над следующими соперниками: панамцем Уильямом Гонсалесом и непобеждённым доминиканцем Виктором Кайо.
28 августа 2010 года Маркос победил американского боксёра Демаркуса Корли во второй защите временного чемпиона мира по версии WBA.

#### Чемпионский бой с Амиром Ханом
11 декабря 2010 года Майдана вышел на ринг за титул полноценного чемпиона мира с британцем, Амиром Ханом. Многие эксперты считали этот бой первой по-настоящему серьёзной проверкой для Хана. Уже в 1-м раунде Хан смог отправить Майдану на пол ринга ударом по корпусу и во 2-м попытался добить противника, но уже в 3-м раунде Майдана выступил агрессором боя. В 5-м раунде рефери снял с Майданы очко за удар локтем. Дальнейшее противостояние проходило в обоюдно-острой и конкурентной борьбе с небольшим перевесом Хана. В конце поединка Майдана всячески старался нокаутировать противника, но в итоге после 12-ти раундов единогласным решением была объявлена победа Хана.

#### Бой с Эриком Моралесом
В апреле 2011 года Майдана вышел на ринг против легендарного мексиканского боксёра Эрика Моралеса. На кону стоял временный титул WBA в 1-м полусреднем весе. В 1-м раунде Моралес получил серьезное рассечение на правом глазу, который ещё до гонга был почти закрыт отёком. Во 2-м раунде Эрик потряс Маркоса, но на фоне доминирования мексиканца этого было очень мало. 3-й раунд рубки ушёл Эрику, несколько разогревшемуся и наловчившемуся использовать в свою пользу «размашистость» визави. 4-й раунд был равным, но отошёл Майдане за счёт количества. Но уже в 5-й трёхминутке Моралес показал былой класс, красиво взяв его в рубке за счёт гораздо лучшей техники и, как следствие, аккуратности с ударами. 6-й и 7-й раунды были равными: Майдана брал за счет навалы, Моралес же был более скупым, но точным. Но уже в 8-м раунде Эрик сильно потряс уставшего оппонента хуком слева, деклассируя Майдану по всем параметрам. 9-й раунд снова был равным — Майдана восстановился и выровнял бой. В 10-м раунде Моралес бил уставшего аргентинца практически на выбор, но в конце пропустил серьезную атаку, и 11-й раунд провел на отдыхе, отдав его сумбурно атакующему Майдане. 12-й раунд был рубкой на встречных курсах. Формальный счет судей оказался таким: 114—114 и 116—112 (дважды) в пользу Майданы. Моралес заявил после боя, что категорически не согласен с официальным вердиктом.
В июле Всемирная боксёрская ассоциация призначила временного чемпиона Маркоса Майдану полноценным чемпионом мира.
В сентябре 2011 года Майдана нокаутировал в четвёртом раунде россиянина Петра Петрова (29-2-2). После защиты титула, Маркос поднялся в полусредний вес. Маркос Рене Майдана потерпел третье поражение на профессиональном ринге.

### Полусредний вес

#### Бой с Девоном Александером
25 февраля 2012 года в рейтинговом поединке Майдана встретился со звёздным американским боксёром, Девоном Александером. Американец был намного агрессивнее и активнее в ринге и переиграл аргентинца по очкам почти во всех раундах.

#### Бой с Эдриэном Бронером
14 декабря 2013 года Майдана в титульном бою сошёлся с чемпионом мира в трех весовых категориях Эдриэном Бронером. Более молодой и перспективный Бронер подошёл к поединку в ранге чемпиона и фаворита букмекерских контор. Поединок выдался захватывающим. Уже в первом раунде Майдана набросился на американца. Во втором раунде Бронер оказался в тяжелом нокдауне в результате левого хука Майданы. Середина боя прошла с переменным успехом. Казалось, Бронер сумел восстановиться после ударов аргентинца в начальных раундах и даже имел несколько удачных моментов, но в восьмом раунде снова оказался на канвасе. В том же раунде с Майданы было снято очко за удар головой, в результате которого американский спортсмен скорчился от боли (возможно, здесь имела место симуляция со стороны Бронера). В последующих раундах у Эдриэна ещё были удачные моменты, но у аргентинца таковых было значительно больше. Чемпионские раунды прошли в острой конкурентной борьбе. В конце боя была заметна усталость претендента, что тем не менее не помешало ему провести немало результативных ударов и даже потрясти Бронера хорошим ударом навстречу в двенадцатом раунде. В целом весь бой прошёл под диктовку Маркоса Майданы, который шёл вперед и выбрасывал множество ударов. Как итог, справедливая победа аргентинца по очкам с хорошим отрывом.

#### Бои с Флойдом Мейвейзером
3 мая 2013 года в Лас-Вегасе Маркос Майдана встретился с непобежденным американцем Флойдом Мэйуэзером. Первая половина боя получилась конкурентной. Майдане часто удавалось прижимать Мейвезера к канатам и наносить жесткие удары. Однако после 8 раунда Майдана начал подавать признаки усталости, и Мейвезер взял бой под свой контроль. Один из судей посчитал, что поединок был равным, но двое других отдали победу Мейвезеру. Счет судейских записок: 117—111, 116—112, 114—114. Майдана в послематчевом интервью выразил уверенность, что он выиграл бой. В статистике ударов по системе CompuBox, в бою с Маркосом Майданой Флойд Мейвезер пропустил самое большое количество ударов в своей карьере — 221. Сам же Флойд провел на 9 точных ударов больше — 230. А вот по выброшенным ударам преимущество было на стороне Майданы — 858 против 426 у Мейвезера. Точнее в своих действиях, соответственно, был Флойд.
13 сентября 2014 года прошёл матч-реванш между Маркосом Майданой и Флойдом Мейвезером, в котором Мейвезер уже более убедительно победил своего оппонента по очкам.

## Список поединков
В таблице перечислены результаты всех поединков боксёров.
В каждой строке указан результат поединка. Дополнительно номер поединка обозначен цветом, который обозначает итог поединка. Расшифровка обозначений и цветов представлена в нижеследующей таблице.
| Пример | Расшифровка                     |
| ------ | ------------------------------- |
|        | Победа                          |
|        | Ничья                           |
|        | Поражение                       |
|        | Планируемый поединок            |
|        | Поединок признан несостоявшимся |
| КО     | Нокаут                          |
| ТКО    | Технический нокаут              |
| PTS    | Решение судей (по очкам)        |
| UD     | Единогласное решение судей      |
| MD     | Решение большинства судей       |
| SD     | Раздельное решение судей        |
| RTD    | Отказ от продолжения боя        |
| DQ     | Дисквалификация                 |
| NC     | Поединок признан несостоявшимся |

| Результат | Оппонент            | Тип | Раунд, Время | Дата             | Место                    | Дополнительно |
| --------- | ------------------- | --- | ------------ | ---------------- | ------------------------ | --- |
| 35-5      | Флойд Мейвезер      | UD  | 12           | 13 сентября 2014 | Лас-Вегас, США           | 111-116, 111-116, 112-115. Бой за титулы WBC и WBA Super в полусреднем весе.                                                                        |
| 35-4      | Флойд Мейвезер      | MD  | 12           | 3 мая 2014       | Лас-Вегас, США           | 112-116, 111-117, 114-114. Бой за титулы WBC и WBA Super в полусреднем весе.                                                                        |
| 35-3      | Эдриен Бронер       | UD  | 12           | 14 декабря 2013  | Сан-Антонио, США         | 117-109, 116-109, 115-110. Выиграл титул WBA в полусреднем весе. Бронер в нокдаунах во 2 и 8 раундах, Майдана оштрафован за удар головой в 8 раунде |
| 34-3      | Хосесито Лопес      | TKO | 6 (12), 1:18 | 8 июня 2013      | Карсон (Калифорния), США | Защитил титул WBA Inter-Continental в полусреднем весе                                                                                              |
| 33-3      | Анхель Мартинес     | KO  | 3 (12), 1:21 | 12 декабря 2012  | Буэнос-Айрес, Аргентина  | Выиграл вакантный титул WBA Inter-Continental в полусреднем весе                                                                                    |
| 32-3      | Хесус Сото Карасс   | TKO | 8 (12), 0:43 | 15 сентября 2012 | Лас-Вегас, США           | Выиграл вакантный титул WBA International в полусреднем весе                                                                                        |
| 31-3      | Девон Александер    | UD  | 10           | 21 февраля 2012  | Сент-Луис, США           | 90-100, 91-99, 90-100 |
| 31-2      | Пётр Петров         | KO  | 4 (12), 2:44 | 23 сентября 2011 | Буэнос-Айрес, Аргентина  | Защитил титул WBA в первом полусреднем весе (первый титул чемпиона мира в карьере Майданы)                                                          |
| 30-2      | Эрик Моралес        | MD  | 12           | 9 апреля 2011    | Лас-Вегас, США           | 114-114, 116-112, 116-112. Выиграл временный титул WBA в первом полусреднем весе                                                                    |
| 29-2      | Амир Хан            | UD  | 12           | 11 декабря 2010  | Лас-Вегас, США           | 111-114, 111-114, 112-113. Бой за титул WBA в первом полусреднем весе                                                                               |
| 29-1      | Демаркус Корли      | UD  | 12           | 28 августа 2010  | Буэнос-Айрес, Аргентина  | 117-110, 117-110, 115-112. Защитил временный титул WBA в первом полусреднем весе                                                                    |
| 28-1      | Виктор Мануэль Кайо | KO  | 6 (12), 1:38 | 27 марта 2010    | Лас-Вегас, США           | Защитил временный титул WBA в первом полусреднем весе                                                                                               |
| 27-1      | Уильям Гонсалес     | KO  | 3 (12), 2:20 | 9 ноября 2009    | Сунхалес, Аргентина      | Защитил временный титул WBA в первом полусреднем весе                                                                                               |
| 26-1      | Виктор Ортис        | TKO | 6 (12), 0:46 | 27 июня 2009     | Лос-Анджелес, США        | Выиграл временный титул WBA в первом полусреднем весе                                                                                               |
| 25-1      | Андрей Котельник    | SD  | 12           | 7 февраля 2009   | Росток, Германия         | 114-115, 115-113, 113-115. Бой за титул WBA в первом полусреднем весе.                                                                              |